# Beta-oxidare

Schemă demonstrativă a beta-oxidării acizilor grași la nivel mitocondrial

În biochimie, beta-oxidarea (β-oxidarea sau ciclul Lynen) este un proces catabolic în urma căreia are loc degradarea moleculelor de acizi grași. Procesul are loc în citozol la procariote și la nivelul mitocondriei la eucariote, generând în final acetil-CoA (care poate să intre în ciclul Krebs) și NADH și FADH2 (coenzime implicate în lanțul transportor de electroni).
Reacția totală a procesului de beta-oxidare este:
Cn-acil-CoA  +  FAD + NAD+
 + H
2O + CoA → Cn-2-acil-CoA + FADH
2 + NADH + H+
 + acetil-CoA

## Etape premergătoare

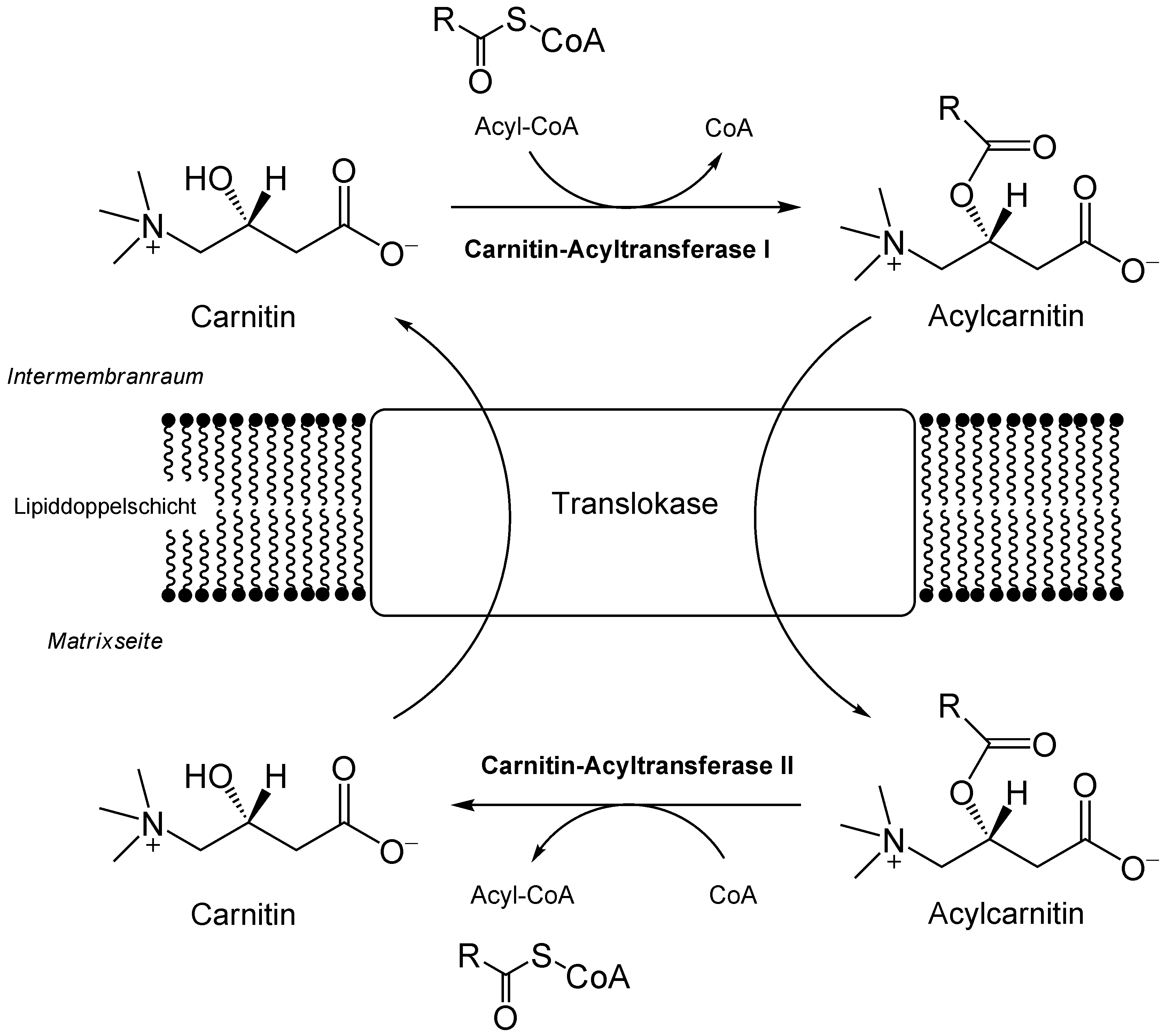
Naveta carnitinei; Transferul Acyl-CoA în matrice

### Activarea acizilor grași
Prima etapă care precede beta-oxidarea propriu-zisă a acizilor grași este cea de activare a acestora, care se face cu ajutorul ATP-ului și a coenzimei A. În urma activării se obțin acizii grași activați, sub formă de acil-coenzimă A (acil-CoA, R–CO–SCoA). Enzima care catalizează această reacție este acil-CoA-sintetaza:
R–COOH + ATP + CoA-SH →Acil-CoA-sintetază→ R–CO–SCoA + AMP + PPi + H2O

### Transportul acizilor grași
Activarea acizilor grași are loc în citosol, pe fața externă a membranei mitocondriale, iar beta-oxidarea are loc la nivel mitocondrial, în matricea mitocondrială. Așadar, în vederea degradării lor, acizii grași trebuie transportați prin membrana mitocondrială în interiorul mitocondriei. Acizii grași cu catenă lungă (cu mai mult de 12 atomi de carbon) nu pot trece liberi prin membrană, deoarece sunt încărcați negativ, așadar transportul acestora este mediat de anumite proteine transportoare specifice, prin mai multe tipuri de procese.
În transportul acestor acizi grași cu catenă lungă intervine carnitina, un transportor specific care formează esteri de tip acil-carnitină. Este implicată o enzimă denumită carnitin-acil-transferază. Acizii grași activați cu catenă scurtă pot difuza simplu prin membrana mitocondrială, fără intervenția carnitinei.

## β-oxidarea propriu-zisă
În tabelul următor sunt prezentate cele patru reacții în urma cărora se pune în libertate o moleculă de acetil-CoA, odată cu scurtarea catenei de acid gras cu doi atomi de carbon. Fiecare eliberare de acetil-CoA se realizează în fiecare ciclu de beta-oxidare.
| Descriere | Reacție | Enzimă                            | Produs final                                                                 |
| Oxidare cu FAD Primul pas este oxidarea acidului gras în prezența acil-CoA dehidrogenazei. Enzima catalizează formarea unei duble legături între C-2 (carbonul α) și C-3 (carbonul β). |         | acil-CoA-dehidrogenază            | trans-Δ2-enoil-CoA                                                           |
| Hidratare Etapa următoare este o reacție de hidratare ce are loc la nivelul legăturii duble dintre C-2 și C-3. Reacția este stereospecifică, formându-se doar izomerul L.              |         | enoil-CoA-hidratază               | L-3-hidroxiacil-CoA                                                          |
| Oxidare cu NAD+ A treia etapă este oxidarea L-3-hidroxiacil-CoA realizată de NAD+, astfel că grupa hidroxil (–OH) este transformată în carbonil de tip cetonă (=O).                    |         | L-3-hidroxiacil-CoA-dehidrogenază | 3-cetoacil-CoA                                                               |
| Tioliză Ultima etapă este separarea 3-cetoacil-CoA de către grupa tiol a unei alte molecule de coenzimă A. Grupa tiol este inserată între C-2 și C-3.                                  |         | β-cetotiolază                     | O moleculă de acetil-CoA și una de acil-CoA cu doi atomi de carbon mai puțin |